# 小行星6386
小行星6386（英語：6386 Keithnoll）是一颗围绕太阳公转的小行星。1989年7月10日，亨利·E·霍爾特在帕洛马山发现了此天体。
这颗小行星的绝对星等为268.09861等。